# 1994–1995-ös angol labdarúgó-bajnokság (első osztály)
Az angol labdarúgó bajnokság első osztályának 1994–1995-ös kiírása a Premier League harmadik szezonja volt. Ez volt az utolsó idény, amikor 22 csapat vett részt a bajnokságban. A Blackburn Rovers lett a bajnok, a Manchester United végzett a második helyen, a Nottingham Forest pedig harmadik lett. Az idény végén rendhagyó módon négy csapat esett ki.

## Feljutó csapatok
A Crystal Palace és a Nottingham Forest automatikusan feljutott, míg a Leicester City rájátszásban vívta ki az élvonalbeli szereplést.

## Botrányok
1995 januárjában a Manchester United francia csatára, Eric Cantona megrúgott egy őt szidalmazó Crystal Palace-szurkolót a két csapat 1-1-es meccsén. 200 ezer fontra és 14 nap letöltendő börtönbüntetésre ítélték, utóbbit később 120 óra közmunkára módosították.
A Chelsea középpályását, Dennis Wise-t rongálással és testi sértéssel vádolták, miután megtámadott egy taxist saját autójában. Három hónap börtönre ítélték, de később elengedték a büntetést.
Az Arsenal középpályása, Paul Merson 1994 novemberében bevallotta, hogy alkohol-, kokain- és szerencsejátékfüggő. Három hónapos elvonókúrán vett részt, majd visszatérhetett a pályára.
1995 februárjában a Crystal Palace játékosa, Chris Armstrong megbukott egy drogteszten, de eltiltás helyett mindössze egy négy hétig tartó kúrán kellett részt vennie. Ő volt az első Premier League-játékos, akiről kiderült, hogy kábítószert fogyasztott. Végül ő lett csapata házi gólkirálya, de a Palace végül kiesett.
Az Arsenal menedzserét, George Grahamet 1995 februárjában csaknem kilenc évnyi munka után kirúgták, miután kiderült, hogy illegális üzleteket kötött egy norvég ügynökkel, Rune Haugéval. Grahamet az Angol labdarúgó-szövetség egy évre eltiltotta a labdarúgástól.

## Átigazolások
A szezon kezdete előtt nem sokkal a Blackburn Rovers megdöntötte az angol átigazolási rekordot, amikor 5 millió fontért leigazolta Chris Suttont a Norwich Citytől. Januárig kellett csak várni az újabb rekorddöntésre, akkor a Manchester United 6 millió fontért igazolta le Andy Cole-t a Newcastle Unitedtől, ráadásul még a szarkáknak adta a körülbelül 1 millió fontot érő Keith Gillespie-t is.
További említésre méltó átigazolások: Vinny Samways (a Tottenham Hotspurtől az Evertonhoz 2 millió fontért), David Rocastle (a Manchester Citytől a Chelsea-hez 1,25 millió fontért), Jürgen Klinsmann (a Monacótól a Tottenham Hotspurhöz 2 millió fontért), John Scales (a Wimbledontól a Liverpoolhoz 3 millió fontért), Paul Kitson (a Derby Countytól a Newcastle Unitedhez 2,2 millió fontért).

## Európai kupaszereplést kivívó csapatok
A bajnoki címet a Blackburn Rovers hódította el, 1914 óta először. A bajnokság utolsó napján megelőzhette volna őket a Manchester United, hiszen 2-1-re kikaptak a Liverpooltól, de a United csak egy 1-1-es döntetlent ért el a West Ham United ellen. Bajnoki címének köszönhetően a Blackburn indulhatott a Bajnokok Ligájában.
A második helyen végző Manchester United az UEFA-kupára kvalifikálta magát, csakúgy, mint a harmadik Nottingham Forest, a negyedik Liverpool és az ötödik Leeds United. A KEK-ben az Everton képviselhette Angliát.

## Kieső csapatok
A szezon előtt az Angol labdarúgó-szövetség (FA) úgy döntött, hogy 20-ra csökkenti a részt vevő csapatok számát, ezért az idény végén négy csapat esett ki a másodosztályba és csak kettő jutott fel. A Division One-ból ugyanígy négyen estek ki és ketten jutottak fel a Division Two-ból.
Az Ipswich Town végzett az utolsó helyen, a szezon során 92 gólt kapott a csapat és mindössze hét győzelmet aratott. Előttük végzett a nyolc év után először feljutó Leicester City hat győzelemmel. A huszadik a Norwich City lett, mely az idény első felében a felsőházban volt, de utolsó 20 mérkőzéséből mindössze egyet nyert meg. A Crystal Palace kiesése az utolsó fordulóban vált biztossá, amikor a csapat 3-2-es vereséget szenvedett a Newcastle Unitedtől.

## Egyéni díjak
- Az év játékosa: Alan Shearer
- Az év fiatal játékosa: Robbie Fowler
- Az év játékosa a szakírók véleménye alapján: Jürgen Klinsmann
- Az év vezetőedzője: Kenny Dalglish

## Változások a menedzserek között
- Arsenal: Menesztették George Grahamet, miután kiderült, hogy illegális üzleteket kötött egy ügynökkel. A szezon végéig Stewart Houston vette át a helyét, akit aztán a Bolton Wanderers mestere, Bruce Rioch váltott.
- Aston Villa: 1994 novemberében kirúgták Ron Atkinsont és Brian Little-t ültették a helyére.
- Blackburn Rovers: Miután bajnokságot nyert a csapattal, Kenny Dalglish-t sportigazgatóvá léptették elő. Az addigi másodedző, Ray Harford vette át a klub irányítását.
- Coventry City: Az 1995 februárjában kirúgott Phil Nealt Ron Atkinson váltotta.
- Crystal Palace:  kiesés után kirúgták Alan Smith-t, helyét Steve Coppell vette át.
- Everton: 1994 októberében kirúgták Mike Walkert és az Oldham Athletic menedzserét, Jay Royle-t nevezték ki helyette.
- Ipswich Town: John Lyallt 1994 decemberében rúgták ki, George Burley érkezett a helyére, aki a Colchester Unitedet hagyta el a csapat kedvéért.
- Leicester City: A Readingtől érkező Mark McGhee-vel pótolták az Aston Villához távozó Brian Little-t.
- Manchester City: A szezon végén kirúgták Brian Hortont és Alan Ballt hívták a helyére a Southamptontól.
- Norwich City: John Deehan 1995 áprilisában lemondott, a veterán középpályás, Gary Megson váltotta.
- Sheffield Wednesday: A szezon végén kirúgott Trevor Francis helyére David Pleat érkezett a Luton Towntól.
- Tottenham Hotspur: 1994 októberében elküldték Osvalso Ardilest, akit a Queens Park Rangers mesterével, Gary Francisszel pótoltak. A QPR-nál Ray Wilkins vette át Francis munkáját.
- West Ham United: Billy Bonds a szezon kezdete után nem sokkal lemondott, segédje, Harry Redknapp vette át a helyét.

## Végeredmény
| #  | Csapat              | Mérk. | Gy | D  | V  | RG | KG | GK  | Pont | Megjegyzés               |
| -- | ------------------- | ----- | -- | -- | -- | -- | -- | --- | ---- | ------------------------ |
| 1  | Blackburn Rovers    | 42    | 27 | 8  | 7  | 80 | 39 | +41 | 89   | Bajnokok Ligája          |
| 2  | Manchester United   | 42    | 26 | 10 | 6  | 77 | 28 | +49 | 88   | UEFA-kupa                |
| 3  | Nottingham Forest   | 42    | 22 | 11 | 9  | 72 | 43 | +29 | 77   | UEFA-kupa                |
| 4  | Liverpool           | 42    | 21 | 11 | 10 | 65 | 37 | +28 | 74   | UEFA-kupa                |
| 5  | Leeds United        | 42    | 20 | 13 | 9  | 59 | 38 | +21 | 73   | UEFA-kupa                |
| 6  | Newcastle United    | 42    | 20 | 12 | 10 | 67 | 47 | +20 | 72   |                          |
| 7  | Tottenham Hotspur   | 42    | 16 | 14 | 12 | 66 | 58 | +8  | 62   |                          |
| 8  | Queens Park Rangers | 42    | 17 | 9  | 16 | 61 | 59 | +2  | 60   |                          |
| 9  | Wimbledon           | 42    | 15 | 11 | 16 | 48 | 65 | -17 | 56   |                          |
| 10 | Southampton         | 42    | 12 | 18 | 12 | 61 | 63 | -2  | 54   |                          |
| 11 | Chelsea             | 42    | 13 | 15 | 14 | 50 | 55 | -5  | 54   |                          |
| 12 | Arsenal             | 42    | 13 | 12 | 17 | 52 | 49 | +3  | 51   |                          |
| 13 | Sheffield Wednesday | 42    | 13 | 12 | 17 | 49 | 57 | -8  | 51   |                          |
| 14 | West Ham United     | 42    | 13 | 11 | 18 | 44 | 48 | -4  | 50   |                          |
| 15 | Everton             | 42    | 11 | 17 | 14 | 44 | 51 | -7  | 50   | KEK                      |
| 16 | Coventry City       | 42    | 12 | 14 | 16 | 44 | 62 | -18 | 50   |                          |
| 17 | Manchester City     | 42    | 12 | 13 | 17 | 53 | 64 | -11 | 49   |                          |
| 18 | Aston Villa         | 42    | 11 | 15 | 16 | 51 | 56 | -5  | 48   |                          |
| 19 | Crystal Palace      | 42    | 11 | 12 | 19 | 34 | 49 | -15 | 45   | Kiesett a másodosztályba |
| 20 | Norwich City        | 42    | 10 | 13 | 19 | 37 | 54 | -17 | 43   | Kiesett a másodosztályba |
| 21 | Leicester City      | 42    | 6  | 11 | 25 | 45 | 80 | -35 | 29   | Kiesett a másodosztályba |
| 22 | Ipswich Town        | 42    | 7  | 6  | 29 | 36 | 93 | -57 | 27   | Kiesett a másodosztályba |

## Góllövőlista
| Név              | Gólok | Csapat                             |
| ---------------- | ----- | ---------------------------------- |
| Alan Shearer     | 34    | Blackburn Rovers                   |
| Robbie Fowler    | 25    | Liverpool                          |
| Les Ferdinand    | 24    | Queens Park Rangers                |
| Stan Collymore   | 22    | Nottingham Forest                  |
| Andy Cole        | 21    | Manchester United/Newcastle United |
| Jürgen Klinsmann | 20    | Tottenham Hotspur                  |
| Matt Le Tissier  | 19    | Southampton                        |
| Teddy Sheringham | 18    | Tottenham Hotspur                  |
| Ian Wright       | 18    | Arsenal                            |
| Uwe Rosler       | 15    | Manchester City                    |
| Dean Saunders    | 15    | Aston Villa                        |
| Chris Sutton     | 15    | Blackburn Rovers                   |

## Külső hivatkozások
- A szezon tabellája és mérkőzései
- A szezon statisztikái

## Fordítás
- Ez a szócikk részben vagy egészben  a(z)   1994–95 FA Premier League című angol Wikipédia-szócikk fordításán alapul.  Az eredeti cikk szerkesztőit annak laptörténete sorolja fel. Ez a jelzés csupán a megfogalmazás eredetét és a szerzői jogokat jelzi, nem szolgál a cikkben szereplő információk forrásmegjelöléseként.